# Santa Maria del Popolo (Bitonto)
A Santa Maria del Popolo egy bitontói templom.

## Története
A templomot 1601-ben építették meg a Porta Pendile városkapu szomszédságában Bartolomeo Amendolara tervei szerint. 1612-ben épült meg a templom melletti városi víztartály, amelyben az esővizet gyűjtötték szárazság esetére. 1702-ben a karmeliták szerezték meg, s átnevezték Santa Teresának, Ávilai Szent Teréz után. A templom mellett iskolát és rendházat is építettek

## Leírása
A templom barokk stílusban épült ugyan, de külsején kevés díszítőelem található. A homlokzatot mindössze a bejárat és egy emeleti ablak díszíti. A belső teret stukkózás, márványdomborművek és fesztonok díszítik. A kegytárgyak nagy része az egyházi gyűjteményben van kiállítva. A szomszédos kolostor feltűnő építészeti eleme a magasított bejárat faragott ajtókerettel.